# Otatea glauca
Otatea glauca är en gräsart som beskrevs av Lynn G. Clark och G.Cortés. Otatea glauca ingår i släktet Otatea och familjen gräs. Inga underarter finns listade i Catalogue of Life.